# Brücke von Châteauneuf-sur-Loire
Die Brücke von Châteauneuf-sur-Loire ist die einzige Brücke über die Loire in Châteauneuf-sur-Loire im Département Loiret in Frankreich. Sie verbindet den nördlich des Flusses liegenden Ort mit den südlich gelegenen landwirtschaftlichen Gebieten, unter anderem mit dem 2,5 Kilometer entfernten Dorf Sigloy.
Die nächsten Brücken sind die 15 Kilometer Luftlinie flussaufwärts in Sully-sur-Loire bzw. acht Kilometer flussabwärts in Jargeau stehenden Brücken.

## Beschreibung
Die auf der Basis einer 90-Jahres-Konzession errichtete und 1841 eröffnete Brücke von Châteauneuf-sur-Loire ist eine der zahlreichen von Marc Seguin bzw. seinem Unternehmen Marc Seguin Freres in Frankreich gebauten Hängebrücken.
Die Straßenbrücke hat zwei Fahrspuren und einen Gehweg an beiden Seiten. Ihre Länge von 276,50 m ist unterteilt in drei Spannfelder zu je 59,40 m und zwei Spannfelder am Ufer zu je 49,15 m. Sie hat daher vier schmiedeeiserne Pylonpaare hintereinander und außerdem je ein Paar kurze Pylone an den Ufern unmittelbar vor den Ankerblöcken. Die doppelten Tragkabel mit einem Durchmesser von 80 mm laufen nicht über die ganze Brücke hinweg, sondern nur von der Spitze eines Pylons zur nächsten. An den Tragkabeln sind senkrechte Hänger aus 45 mm starken Stahlstäben befestigt, die das Brückendeck tragen. Zwischen den Spitzen der Pylone sind außerdem sogenannte Ausgleichsseile (câble d’équilibre) gespannt. Die kurzen Pylone an den Ufern sind mit je sechs Ankerseilen an den Ankerblöcken befestigt. Das Brückendeck ist in einzelne, den Spannfeldern entsprechende Fahrbahnträger aufgeteilt. Diese ebenfalls schmiedeeisernen Kastenträger sind an den Pylonen so auf Gelenken gelagert, dass sie ausreichend Platz für temperaturbedingte Längenänderungen haben. Seitlich an den Kastenträgern sind Schienen angebracht, die den Brückenbesichtigungssteg des jeweiligen Spannfeldes tragen.
Die während des Deutsch-Französischen Krieges vom französischen Militär  zerstörten zwei Spannfelder wurden 1872 wieder aufgebaut.
1892 wurde die Brücke vom Département Loiret übernommen. Da sie im Laufe der Jahrzehnte dem  wachsenden Verkehr nicht mehr gewachsen war, wurde sie 1935 erneuert. 1940 wurde sie beim Rückzug der französischen Armee erneut zerstört und nach dem Krieg 1946 wieder aufgebaut.